# Parabadminton

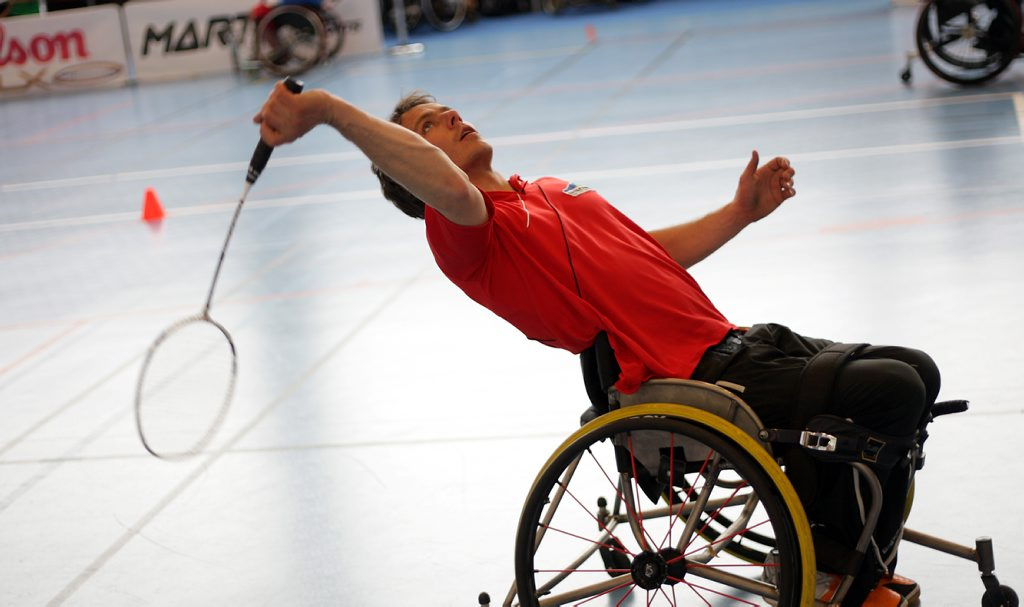
Fransmannen David Toupé spelar parabadminton i klass WH1.

Parabadminton är en form av badminton för spelare med en funktionsnedsättning. Sporten regleras globalt av Badminton World Federation (BWF) och i Sverige av Svenska Badmintonförbundet. Den gör debut i de Paralympiska sommarspelen 2020 i Tokyo, Japan.
Parabadminton spelas i mer än 60 länder i alla världsdelar och har spelats internationellt sedan 1990-talet. Det första världsmästerskapet hölls 1998 i 
Amersfoort, Nederländerna. Man spelar enligt samma regler och i samma klasser som badminton med några få undantag.
Parabadminton spelas i sex klasser; WH1 och WH2 för spelare som sitter i rullstol, SL3, SL4 och SU4 för stående spelare med olika grader av funktionsnedsättning och SH6 för kortvuxna spelare. I klasserna WH1, WH2 och SL3 spelas på en mindre plan.
Vid de Paralympiska spelen i Tokyo beräknas 90 spelare tävla i singel, dubbel och mixad dubbel.